# Dicée des Louisiade
Dicaeum nitidum
Espèce
Statut de conservation UICN

 LC  : Préoccupation mineure
Le Dicée des Louisiade (Dicaeum nitidum) est une espèce de passereau placée dans la famille des Dicaeidae.

## Répartition
Il est endémique de l'archipel des Louisiades en Papouasie-Nouvelle-Guinée.

## Habitat
Il habite les forêts humides tropicales et subtropicales en plaine.

## Sous-espèces
Selon Peterson
- Dicaeum nitidum nitidum Tristram 1889
- Dicaeum nitidum rosseli Rothschild & Hartert 1914